# Reichsstraße 122
Die Reichsstraße 122 (R 122) war bis zum Jahre 1945 eine Staatsstraße des Deutschen Reiches, die von Kathlow nahe Cottbus bis nach Fraustadt (Wschowa) führte.
Verlauf: Kathlow b. Cottbus (R 115) – Forst (B 112) –  Triebel (R 156) – Sagan (R 99) – Sprottau (R 152) – Krzg. R 5 – Glogau – Fraustadt (PL)